# NGC 7573
NGC 7573 est une vaste galaxie spirale barrée (intermédiaire ?) située dans la constellation du Verseau. Sa vitesse par rapport au fond diffus cosmologique est de 7 631 ± 50 km/s, ce qui correspond à une distance de Hubble de 112,6 ± 7,9 Mpc (∼367 millions d'al). NGC 7573 a été découverte par l'astronome américain Frank Müller en 1886.
En raison d'une brillance de surface égale à 14,09 mag/am2, on peut qualifier NGC 7573 de galaxie à faible brillance de surface (LSB en anglais pour low surface brightness). Les galaxies LSB sont des galaxies diffuses (D) avec une brillance de surface inférieure de moins d'une magnitude à celle du ciel nocturne ambiant.
Deux autres galaxies sont voisines de NGC 7573 dans le ciel de la Terre, mais à une distance considérablement supérieure à celle de NGC 7573. Il s'agit de LEDA 818581 à une distance de 221,1 ± 15,5 Mpc (∼721 millions d'al) et de LEDA 818275 à une distance de 391,5 ± 27,4 Mpc (∼1,28 milliard d'al).